# اچ‌ام‌اس رنوین (۱۹۱۶)
اچ‌ام‌اس رنوین (۱۹۱۶) (به انگلیسی: HMS Renown (1916)) یک کشتی بود که طول آن ۷۵۰ فوت ۲ اینچ (۲۲۸٫۷ متر) بود. این کشتی در سال ۱۹۱۶ ساخته شد.